# Partido Marxista-Leninista (Reconstrucción Comunista)
El Partido Marxista-Leninista (Reconstrucción Comunista) es un partido comunista español. Su presencia se destaca principalmente en ciudades como Madrid, Barcelona o Valencia. Tiene como secretario general a Roberto Vaquero, conocido por ser fundador y presidente del partido político Frente Obrero.  
Adquirió especial relevancia tras la marcha de dos de sus militantes a la Guerra Civil Siria para unirse a las Milicias Internacionales de Rojava en su lucha contra el Daesh. El PML (RC) también es conocido por su desfile anual en la ciudad de Madrid en honor a los combatientes del bando republicano durante la Guerra Civil Española.
El PML (RC) se define como un ‘Partido de Nuevo Tipo leninista’. Se considera a sí mismo heredero del PCE(m-l) y FRAP (aunque el PCE(m-l) continúa existiendo a día de hoy), organizaciones anti-franquistas defensoras de la República Popular Socialista de Albania liderada por Enver Hoxha y la Unión Soviética de Stalin.
Su objetivo es la implantación en España de una república popular y federal con base en el socialismo científico.

## Historia

### Creación del partido
La trayectoria del partido se inicia en 2009 bajo la denominación Reconstrucción Comunista. Surge de comunistas que militaban en otras organizaciones como el PCE o el PCPE y que deciden formar una organización independiente, con el objetivo de restaurar un partido comunista de tipo leninista, siguiendo el ejemplo de otras organizaciones antirrevisionistas como el Partido Comunista de Albania. Reivindican el actuar del Partido Bolchevique en Rusia o del PCE durante la jefatura de José Díaz en la Guerra Civil.

Su primer Congreso se realizó en el año 2011. En este se dejó constancia de críticas abiertas al movimiento comunista de España, en relación con la democracia interna y a la cultura militante de los partidos con mayor influencia en el país, prohibiendo las corrientes internas de opinión:
En la RC respetaremos escrupulosamente los principios del centralismo democrático, y estando vigente éste quedarán prohibidas la formación de fracciones organizadas, que solo busquen destruir la organización.
Su actividad principal en aquel entonces se limitaba a la provincia de Madrid, y se basaba principalmente en sindicalismo estudiantil en las universidades, formación comunista, apoyo a la comunidad kurda y activismo contra el gobierno turco de Erdogan. El 14 de abril de ese mismo año participaron en la tradicional manifestación por la III República en la ciudad de Madrid realizando un desfile de estética combatiente en honor a los antifascistas caídos en la Guerra Civil. Desde entonces organizan un desfile anual, en el que llegaron a participar más de un millar de personas en 2019.

### Consolidación (2012-2015)
Entre los años 2012-2014, el partido se pronunció sobre diversos sucesos del ámbito internacional, apoyando causas antirrepresivas en Irán y Ecuador, así como a la Insurgencia Naxalita en India, aunque con el tiempo se hizo palpable su ruptura radical con las organizaciones maoístas que apoyaban este movimiento. El PML(RC) participaría también de las huelgas generales que caracterizaron el período 2010-2012, siendo relativamente minoritarios, y apoyó la creación de plataformas contra la represión tras el aumento considerable de cargas policiales y detenciones durante el auge de las movilizaciones.
En 2013 celebrarían su II Congreso, en el que formalizarían su crítica al maoísmo como corriente antimarxista, limitando su línea a la marcada por Hoxha hasta los 80s, así como su postura antiimperialista respecto a EE. UU. y China-Rusia como ‘dos bloques político-económicos reaccionarios’ y ‘contrarios al progreso de los pueblos’.
Así nos encontramos ante dos bloques imperialistas, el ruso-chino y el Norteamericano, cada uno con sus estados satélites, que chocan para un nuevo reparto del mundo, el mejor ejemplo de esto es la invasión y ocupación de Libia y la desestabilización de Siria.
El 8 de marzo de 2013 harían pública la creación de sus juventudes como partido, la Joven Guardia (Bolchevique). El 22 de marzo de este mismo año participarían de las Marchas de la Dignidad, pero conformando un bloque propio y denunciando el supuesto tinte “interclasista” y “reformista” que habían adquirido las movilizaciones, bloque del que participaron otras organizaciones de izquierdas.
Durante los años 2013 y 2014, el PML(RC) consiguió extenderse a nuevas regiones como Valencia, Castellón, el País Vasco, Cuenca o Jaén, entre otras.
El 10 de abril de 2015 tuvo lugar el III Congreso de RC, en el que se refundarían como PML(RC), celebrando su extensión a zonas nuevas de la geografía española, como Barcelona o Tarragona.

### Ilegalización temporal del partido
En diciembre de 2014, dos militantes del PML(RC) acudieron como voluntarios al Batallón Internacional de Liberación para combatir en la Guerra Civil Siria. Tras su vuelta a España en julio de 2015 fueron detenidos y acusados de formar parte del Partido de los Trabajadores de Kurdistán (PKK), considerado organización terrorista por la Unión Europea. Tanto ellos como su partido negaron dichas acusaciones. En sus declaraciones afirmaron que trabajaron junto a las YPG y que la decisión fue totalmente individual y voluntaria. El 27 de enero de 2016, debido a la colaboración policial de uno de los brigadistas, se llevó a cabo la Operación Valle, ordenada desde el Juzgado de instrucción n.º 6 de la Audiencia Nacional, instruido por el magistrado Eloy Velasco. Fueron detenidos 8 militantes del PML(RC) y un ciudadano de origen kurdo, siendo acusados de organización criminal y colaboración con banda terrorista.
Además de las detenciones, la Audiencia Nacional estimó la suspensión de actividad del PML(RC) como medida cautelar durante un año, el cierre de todas sus sedes y la entrada en prisión del ciudadano de origen kurdo y de dos militantes del partido, entre ellos la del Secretario General, Roberto Vaquero Arribas, que fue sometido a una medida cautelar de prisión preventiva durante dos meses. Actualmente todos los imputados se encuentran en libertad, pendientes de la resolución del recurso al Tribunal Supremo que pide la absolución de los encausados.

### Actividad tras la ilegalización
Finalizado el año de medida cautelar y no siendo prorrogado este por la Audiencia Nacional, el PML(RC) pudo emprender nuevamente su actividad política, realizando un desfile en conmemoración de la República el 8 de abril de 2017.
En 2018, el PML(RC) fundó el llamado Frente Obrero, una organización de tendencia revolucionaria que apareció discrecionalmente en algunos medios de comunicación por escrachar a políticos del ámbito del progresismo, como Íñigo Errejón, Pablo Iglesias o Irene Montero. También se dieron a conocer gracias a la iniciativa Esperanza Obrera en Valencia donde, luego de ocupar un edificio, establecieron un centro de reparto de alimentos.

## Ideología
El PML(RC) tiene como ideología el marxismo-leninismo, tomando como uno de sus objetivos principales la lucha contra el revisionismo. El partido suele hacer hincapié en este punto, tanto en sus documentos internos como en los libros, artículos y revista elaborados por sus militantes.

Apostamos por la reconstrucción del Movimiento Comunista de España (MCE) a través de la reconstitución del Partido Comunista, a partir de la lucha ideológica y la unión de todos los marxistas-leninistas en un mismo Partido. Esta unión, reiteramos, no se dará como una simple aglomeración de estructuras en la que se produzca una lucha de líneas anticomunista y fraccional sino, bien al contrario, tras un largo periodo de lucha ideológica cuyo objetivo deberá ser aplastar a los elementos inestables y revisionistas. Este proceso no será otro que el del triunfo del marxismo-leninismo frente a las ideas revisionistas infiltradas en nuestro movimiento.La lucha contra el revisionismo —teniendo  en cuenta cómo se produjo la destrucción del campo socialista, la pérdida de fuerza de los partidos comunistas de todo el mundo y el propio proceso estatal de triunfo del revisionismo y destrucción del Movimiento Comunista Español— nos lleva a la obligación de hacer una valoración del porqué de todo esto, cuestión que desarrollaremos en el apartado sobre el MCE y el MCI. La lucha contra el revisionismo, contra las ideas burguesas infiltradas en nuestro movimiento, toma un cariz principal. El revisionismo debe ser destapado y destruido, pues esa es la única forma de aspirar a tener un Partido y un MC fuerte y preparado para la lucha por la toma del poder, la destrucción del capitalismo y la implantación del socialismo.
PML(RC)

En el plano internacional consideran necesaria la reconstrucción de una Internacional Comunista a semejanza de la III Internacional, si bien no se han unido a iniciativas del mismo corte, como la CIPOML o el EIPCO:

El Movimiento Comunista Internacional se encuentra prácticamente destruido. Su descomposición acelerada se produjo después del golpe de estado del XX Congreso del PCUS. Los kruchovistas, tras su victoria en la URSS, pretendieron implantar sus directrices en todos los partidos comunistas; disolvieron la Kominform, se aliaron con los revisionistas yugoslavos y convocaron la Conferencia de los 81 Partidos de 1961, en la que se produjo el cisma del bloque socialista. Solo dos partidos se enfrentaron a las políticas revisionistas de Kruschev: el PTA y el PCCh —ambos por motivos muy dispares—.

El PTA realizó una defensa férrea de la dirección de Stalin al frente del PCUS y la URSS del periodo anterior a 1956, mientras que el tiempo demostró que el PCCh lo hizo por cuestiones de táctica y oportunismo ante la posición social imperialista del bloque soviético.

Tras destaparse la traición absoluta del PCCh al marxismo-leninismo, solo Albania quedó como referente del marxismo-leninismo, rodeada de enemigos y siendo el único Estado socialista del mundo.

Así pues, existía un bloque socialimperialista soviético, uno chino y un Estado socialista en Albania, país que, a pesar de su pequeño tamaño, realizó una labor de internacionalismo proletario ejemplar al ayudar a revolucionarios de todo el mundo como, en España, al PCE(m-l). Albania sufriría, a mediados de los años 80, una contrarrevolución interna que acabaría con su integración dentro del bloque soviético para finalmente reinstaurar el triunfo del capitalismo. La vuelta al capitalismo en la URSS no se produjo en 1991 con la Perestroika de Gorbachov, sino en 1956 con el ascenso de Kruschov al poder.

Tras la caída de Albania no han vuelto a existir países socialistas.

 El PML(RC) apuesta por la reconstrucción de la Komintern; para lo que es necesario estrechar lazos y coordinar trabajo, con el fin de que todos los marxistas-leninistas del mundo actúen al unísono en las batallas que nuestra clase deberá librar en adelante.
PML(RC)

## Controversias
El PML (RC) ha sido criticado por desarrollar una línea agresiva, de la que formarían parte sus campamentos, donde se practican deportes de contacto y se imparten formaciones de lucha callejera y hoxhaísmo, por su controvertida participación en la Guerra Civil Siria (que concluiría con la condena a varios de sus miembros por pertenencia a grupo criminal, pero dejando exento al PML (RC) de responsabilidad penal). 
Paco Arcadio, uno de los brigadistas pertenecientes al PML (RC) que marchó a combatir a Siria, terminó rompiendo sus lazos con la organización durante el proceso en el que el PML (RC) fue temporalmente ilegalizado bajo sospechas de terrorismo. Arcadio acabó colaborando con la fiscalía a lo largo del proceso judicial, por lo que su condena fue reducida.
Por otro lado, una miembro de dicho partido fue condenada por la agresión hacia una antigua militante del mismo, si bien el TSJCV no consideró responsable en modo alguno al PML (RC) del incidente, lo cual no excluye en su sentencia las implicaciones políticas de la agresión. 
Al igual que el Frente Obrero, del que forman parte, han sido acusados de mantener una línea tránsfoba bajo el manto de un supuesto «antiposmodernismo». Destaca la realización de una campaña en junio de 2022 en la que anteponían diversas orientaciones sexuales al hecho de sufrir una situación de precariedad, coincidiendo con la celebración del Orgullo LGBT. Esta actuación fue calificada de «homófoba» desde diversos medios. Asimismo, se les ha criticado por poner en la diana actos de políticos como Yolanda Díaz o Pablo Iglesias en la mayoría de las ocasiones, mientras que los ataques a formaciones de derechas son más escasos. Se ha dado el caso de que el partido Vox ha compartido propaganda política realizada por el mismo grupo, dada las coincidencias en algunos de sus mensajes.